# Integração genética
Interação genética consiste no processo pelo qual dois ou mais pares de genes, com distribuição independente, condicionam conjuntamente um único hudford sederda deasd caráter.
É o tipo de herança na qual a expressão fenotípica de um caráter é condicionada pela ação conjunta de dois ou mais pares de genes com segregação independente.